# Ентероскопија
Ентероскопија или пуш ентероскопија је минимално инвазивна дијагностичка и тераписка ендоскопска метода медицинског прегледа која користи оптички уређај - ендоскоп за снимање танког црева. За разлику од гастроскопије или колоноскопије, овај преглед се раде много ређе због мање учесталост озбиљних обољења танког црева (посебно карцинома ), као и велике  дужине и неприступачност танког црева (као средњег дела дигестивног тракта ), што намеће одређене техничке проблеме. Због тога се као примарни преглед за процену танког црева често бира приступачнији и лакши рендгенски преглед – ентероклиза или компјутеризована томографија (ЦТ ентерографија) или магнетна резонанца (МР ентерографија). Међутим ентероскопија је незамењима у случајевима када је потребно директно снимање слузокоже танког цреве, могућност испирање остатака на слузокожи, прикупљање ткива за микроскопски преглед или извођење одређених третмана.

## Ентероскоп
Ентероскопија се ради уз помоћу посебног алата који се назива пуш ентероскоп (или понекад помоћу дечијег колоноскопа). Ентероскоп је дугачка, флексибилна цев са камером на крају која се убацује кроз уста, у једњак, затим у желудац и дванаестопалачно црево (први део танког црева) и на крају у танко црево. Коришћењем ентероскопа, лекар може видети унутрашњост дигестивног тракта, укључујући желудац и танко црево, и узети један или више малих комада ткива (биопсија) за патохистолошко проучавање. Поред тога, овај приступа танком цреву, може омогућиити примену терапије, нпр. уклањања полипа.
Неки ентероскопи садрже балоне од латекса и користе се за двобалонску ентероскопију (ДБЕ) или једнобалонску ентероскопију (СБЕ). Ендоскоп у себи може да има још једну танку цевчицу која се може користити за што дубљи продор у танко црево, и балон на надувавање који се користе током теста за фиксирање ендоскопа током интервенције.

### Врсте ентероскопа
Пуш-ентероскоп  - сличан је гастроскопу, само што је од њега дужи, и омогућава преглед око 100 цм горњег дела танког црева.
Ентероскоп  са једним балоном - уређај је опремљен балоном чије наизменично надувавање и ослобађање олакшава процедуру.
Ентероскоп са двоструким балоном –  чији принцип ентероскопије је да се танко црево провуче коришћењем два балона на ендоскопу дужине око 2 метра и преко њега постављена цев (овертуба). Ентероскоп са двоструким балоном се може извести као гастроскопија преко уста (горња ДБЕ) или као колоноскопија кроз анус (доња ДБЕ) . Да би се могло прегледати целокупна дужина танког црева, горња ДБЕ и доња ДБЕ обично се морају комбиновати, у два узастопна дана. Горња половина танког црева се испитује оралним приступним путем, а доња половина танког црева се испитује аналним приступом. У оквиру прегледа могу се узети узорци ткива из танког црева, уклонити полипи и санирати мале васкуларне малформације које крваре методом склерозирања (коагулација аргон плазмом).
Капсуларни ентероскоп  - је заправо мала капсула, по облику слична стандардној фармацеутској капсули (иако је мало већа). Након што пацијент прогута капсулу, она пролази дуж гастроинтестиналног тракта и слика одређени број слика у секунди које се бежично преносе на низ пријемника повезаних на преносиви уређај за снимање који носи пацијент. Примарна употреба капсуларне ендоскопије је да се прегледају подручја танког црева која се не могу видети другим типовима ендоскопије као што су колоноскопија или езофагогастродуоденоскопија (ЕГД).  За разлику од претходних метода ова метода, не дозвољава узорковање ткива или оперативне захвате (што се сматра недостатком ове методе).

## Индикације
Постоји неколико разлога због којих лекар жели да погледа ткиво унутар желуца и/ или танког црева, односно да испита стање и функцију горњег дела дигестивног тракта без употребе хирургије. Ова метода се примењује тек након што су други тестови (попут колоноскопије, рендгенских снимака или тестова уз помоћ баријум) показали да би могао да постоји проблем у дигестивном систему или да нису утврђени разлози некин симпрома као што је нпр.крварење.
Како се ентероскопијом танког црева могу се видети прво дванестопалачно црево (дуоденум), а затим и други делове делови танког црева (јејунума), као могуће индикације наводе се:
- крварење у дигестивном тракту
- опструкција црева
- пвећан број белих крвних зрнаца
- потхрањеност
- оштећења након радијационог третмана
- тешка дијареја (пролив)
- сумњиви или потврђени тумори

## Безбедност и компикације
С обзиром на дубоко инвазивну природу ентероскопије, можда није изненађујуће приметити стопе компликација које превазилазе оне које се сусрећу са колоноскопијом. Велико, мултицентрично истраживање 10 институција у Европи и Азији које је укључивало 2. 362 ентероскопских  процедура идентификовало је као најчешће и значајне нежељене догађаје повезане са ентероскопијом са двоструким балоном:
- крварење (0,8%),
- перфорацију (0,3%)
- панкреатитис (0,3%)  .

Компликације су се чешће јављале код терапијских (4,3%), а не дијагностичких (0,8%) процедура, са 12 од 19 епизода крварења након полипектомије и пет од шест перфорација након интервенције (две постдилатације, три коагулације након аргон плазме). Стопе панкреатитиса нису се разликовале између дијагностичких и терапијских процедура, али су биле ограничене на пацијенте који су били подвргнути антероградној ентероскопији.  
Сличан образац је примећен у 2.478 процедура изведених у девет центара у САД, где су остали најзначајнији нежељени догађаји: перфорација (0,4%), крварење (0,2%) и панкреатитис (0,2%).
Стопа перфорације била је много већа у ретроградним (1,1%) у поређењу са антеградним (0,2%) случајевима, при чему се половина таквих перфорација у ретроградном поступку јавила код пацијената са претходним илеоаналним или илеоколонским анастомозама. У ствари, међу овом подгрупом са хируршки измењеном анатомијом, перфорације су се десиле у шест од 60 (10%) ретроградних, али само у једном од 159 (0,6%) антероградних случајева ентероскопије. Овај налаз би требало да изазове узбуну и да сигнализира ендоскопистима да буду опрезни када се изводе ретроградна ентероскопијљ са двоструким балоном  код ове популације пацијената. У раним годинама ентероскопије са двоструким балоном , велика пажња у вези са компликацијама била је усмерена на појаву  панкреатитиса након ентероскопије са двоструким балоном  Као одговор на ове забринутости, техника уметања ентероскопа са двоструким балоном  је модификована како би се одложило надувавање балона све док врхови ендоскопа и цевчице не буду изван. У првим студијама нежељених догађаја са СБЕ и спиралном ентероскопијом, нису наишле на епизоде панкреатитиса.   Стога, иако је панкреатитис и даље присутан, али се вероватно смањује, забринутост, крварење и, посебно, перфорација, остају главни нежељени догађаји који се морају узети у обзир пре извођења ентероскопије са двоструким балоном  и спиралне ентероскопије.